# Re: 甜心战士
《Re: 甜心战士》（Re:キューティーハニー）是2004年發售的《甜心战士》系列OVA版。借鉴或替换了过去所有东映动画制作的《甜心战士》系列的动画新作，本作品由GAINAX担当制作。

## 作品概要
本作的改編及設定大多都偏向前作的真人電影版。決定全3卷出版發行。本作無論是對映像・音樂・演出都呈現了高水準的品質,可謂是一部佳作。一般都是在很低的知名度下完成本作的。
另一方面，第六代的如月甜心登場，以甜心為首的主要登場人物也在此作中登場（人物經過加工改編後更具現代化），盡可能成為靠近先代系列作品的那種印象。

## 内容简要
近代都市里出现了神秘的武装集团“秘密结社·豹爪”，在人类社会大肆破坏，作恶多端而受到警察局視庁公安第8属的抓捕打击。后来出现了以“爱的战士·甜心战士”为名称的神秘美少女与豹爪怪人作着不懈的战斗。

## 登场人物

### 主要角色
如月甜心／甜心战士
（声 - 堀江由衣）
如月博士的女儿。1年前因突发事故而丧命，后用其细胞制作成为了超级的人造人，拥有一颗人类的内心。口呼“甜心闪光！”可变化为各种造型的姿态。战斗时变身成为甜心战士，左手臂可飞出“甜心回力镖”攻击对手，还拥有将敌人斩裂的“白银花剑”，与秘密组织·豹爪进行着维护社会秩序的战斗。
白银花剑闪电阵雨
第1话与豹爪四天王对立时使用的必杀技。利用白银花剑连续放出剧烈的电击。
甜心回力镖
左手臂锻带上心形的装饰变化成为附有双刃的回力镖攻击对手。
甜心发光
第2话登场的防御技。前方出现6个各种形状的闪光盾牌抵挡敌人的攻击。
甜心台风
第1话初次登场的必杀技。使用白银花剑的高速回旋做出的龙卷风将对手吹飞的强力技能。
甜心龙卷风
第3话中登场的防御技。使用白银花剑快速回旋防御敌人的攻击。在持续防御的期间，能量会随时间而消耗。
甜心蜃景
第2话中登场。出现七个各七色之光的甜心战士的分身。使用高速的动作将敌人制服的技能。
甜心螺旋台风
第1话与豹爪四天王对立时使用的必杀技之一。使用白银花剑做高速的回旋而产生出龙卷风，可封住对手的一切行动。
甜心闪电斩
利用纳米机器之力将白银花剑变化为苍色枪矛攻击对手。
早见青儿
（声 - 石川英郎）

秋夏子
（声 - 野田顺子）

### 豹爪组织
姊妹基尔
（声 - 伊仓一恵）

姊妹基尔的执事
（声 - 清川元梦）

黑色爪
（声 - 冬马由美）

绯红爪
（声 - 今野宏美）

钴蓝爪
（声 - 金月真美）

黄金爪
（声 - 上村典子）

### 其它角色
泉谷京子
（声 - 杉山佳寿子）

万年警长
（声 - 岛田敏）

寺田玲子
（声 - 小松由佳）

高桥真弓
（声 - 金田朋子）

时村警官
（声 - 田中和实）

三上警官
（声 - 中尾良平）

## 制作组
- 原作：永井豪
- 总导演：庵野秀明
- 导演：今石洋之(第1话监督)、伊藤尚往(第2话监督)、摩砂雪(第3话监督)
- 系列构成：中島かずき
- 角色设定·标题logo：平松禎史
- 音乐：上田益
- 动画制作 - 东映动画
- 动画制作協力 - GAINAX
- 製作 - LATERNA、东映动画、GAINAX、トワーニ（日语：トワーニ）

## 剧集标题
- 第1话 天之卷
- 第2话 地之卷
- 第3话 人之卷
- 第4话 和之卷（广播剧CD收录）

## 主题歌
片头歌曲
[甜心战士]
作词：クロードQ 作曲：渡边岳夫 编曲：h-wonder 歌：幸田来未
片尾歌曲
「Into your heart」
作词：渡边未来 作曲：渡辺未来 编曲:h-wonder 歌：幸田来未